# 立川笑二
立川 笑二（たてかわ しょうじ、1990年11月26日 - ）は落語立川流所属の落語家である。沖縄県読谷村出身。本名∶知花 弘之。出囃子∶『てぃんさぐぬ花』。

## 来歴
沖縄県で読谷高校卒業までを過ごした後、2009年4月に吉本総合芸能学院（NSC・大阪校、32期）に入学。「知花ひろゆき」名義であらびき団に出演経験がある。
高校時代からの憧れだった落語家を目指し立川談春への入門を考えたが、タイミングを図っている間に聞いた六代目立川談笑に感動して2011年6月に談笑に入門
。前座名∶笑二。談笑の2番弟子となる。
2014年6月、入門から3年で二ツ目に昇進する。
2023年11月下旬から活動を休止。2024年8月の談笑一門会から徐々に活動を再開している。

## 人物
沖縄県出身者として初めての落語家。古典落語のしゃべりの達者さに加え、古典落語に現代的な笑を加えた芸風で笑を取れ、評論家・広瀬和生や落語家内からも評価が高い。

## 芸歴
- 2011年6月∶六代目立川談笑に入門、「笑二」を名乗る。
- 2014年6月∶二ツ目昇進。

## メディア
- 新ニッポンの話芸 ポッドキャスト - ゲスト出演（第78回から第80回）